# Chloridolum degeneratum
Chloridolum degeneratum là một loài bọ cánh cứng trong họ Cerambycidae.